# Arisaema siamicum
Arisaema siamicum là một loài thực vật có hoa trong họ Ráy (Araceae). Loài này được Gagnep. mô tả khoa học đầu tiên năm 1941.